# ソビエト連邦のファーストレディ
ソビエト連邦のファーストレディ(ロシア語: Первая леди Союза Советских Социалистических Республик)は、ソビエト連邦指導者の配偶者を指すが、あくまで非公式の呼称である。

## ファーストレディ一覧
| 代数 | 肖像 | 名前                       | 生没年 ()内はユリウス暦                | 結婚日 ()内はユリウス暦 | 在任期間                        | 指導者                         | 肖像 |
| ---- | ---- | -------------------------- | -------------------------------------- | ----------------------- | ------------------------------- | ------------------------------ | ---- |
| 1    |      | ナデジダ・クルプスカヤ     | 1869年2月26日(2月14日) - 1939年2月27日 | 1898年7月22日(7月10日)  | 1922年12月22日 - 1924年1月21日  | ウラジーミル・レーニン         |      |
| 2    |      | ニーナ・ルイコワ           | 1884年 - 1938年                        | 不明                    | 1924年1月21日 - 1930年12月19日  | アレクセイ・ルイコフ           |      |
| 3    |      | パリーナ・ジェムチュージナ | 1897年3月11日(2月28日) - 1970年4月1日  | 1921年                  | 1930年12月19日 - 1936年12月5日  | ヴャチェスラフ・モロトフ       |      |
| #    |      | 空位                       |                                        |                         | 1936年12月5日 - 1953年3月5日    | ヨシフ・スターリン             |      |
| 4    |      | ニーナ・フルシチョワ       | 1900年4月14日 - 1984年8月13日          | 1924年                  | 1953年9月7日 - 1964年10月14日   | ニキータ・フルシチョフ         |      |
| 5    |      | ヴィクトーリヤ・ブレジネワ | 1907年12月11日 - 1995年7月5日          | 1928年                  | 1964年10月14日 - 1982年11月10日 | レオニード・ブレジネフ         |      |
| 6    |      | フィリポヴナ・アンドロポワ | 1917年 - 1991年                        | (不明)                  | 1982年11月10日 - 1984年2月9日   | ユーリ・アンドロポフ           |      |
| 7    |      | アンナ・チェルネンコ       | 1913年9月3日 - 2010年12月25日          | 1944年                  | 1984年2月13日 - 1985年3月10日   | コンスタンティン・チェルネンコ |      |
| 8    |      | ライサ・ゴルバチョワ       | 1932年1月5日 - 1999年9月20日           | 1953年9月25日           | 1985年3月11日 - 1991年12月25日  | ミハイル・ゴルバチョフ         |      |